# 旧市川家住宅
旧市川家住宅（きゅういちかわけじゅうたく）は、愛知県日進市にある史跡。江戸時代中期の宝永6年（1709年）に愛知郡植田村に建てられ、明和6年（1769年）に愛知郡野方村に移築されたとされる庄屋建築である。1,362m2の敷地に175m2の主屋と座敷2棟が建つ。

## 歴史
木綿問屋を営み、野方村の庄屋を務めていた市川藤蔵の住宅として建設された。宝永6年（1709年）に愛知郡植田村（現・名古屋市天白区）に建てられ、明和6年（1769年）に愛知郡野方村（現・日進市）の現在地に移築されたとされる。それぞれ飯田街道沿いに発達した村であり、両村には4.5キロメートルの距離がある。
1998年（平成10年）頃までは市川家の住居として使われていたが、その後無人となったため、2012年（平成24年）8月には所有者の市川清子から日進市に寄付された。主屋と座敷2棟に加えて、隣接する1,250m2の水田も同時に寄付されている。日進市が名古屋市立大学大学院芸術工学研究科の溝口正人教授に調査を依頼し、学術的価値が高いことが判明。上屋の4本の柱を梁でつなぐ形式は尾張地方特有の「四つ建て」（鳥居建て）と呼ばれる形式であり、建造年代が明らかな事例は貴重とされる。木造平屋建の主屋は、土間、クド（煮炊き場）、馬屋、板の間、納戸・奥納戸、縁側、座敷、中の間の9つの部分に仕切られる。調査の過程では明治時代から昭和初期頃の新愛知新聞など計73枚の新聞が発見され、中には中日新聞資料部や愛知県図書館ですら閲覧することができない尾三新聞もあった。
日進市は国の登録有形文化財への登録を申請し、2013年（平成25年）12月24日に主屋が登録された。日進市は9400万円をかけて改修整備工事を行い、2015年（平成27年）6月1日から一般公開が行われている。

## ギャラリー

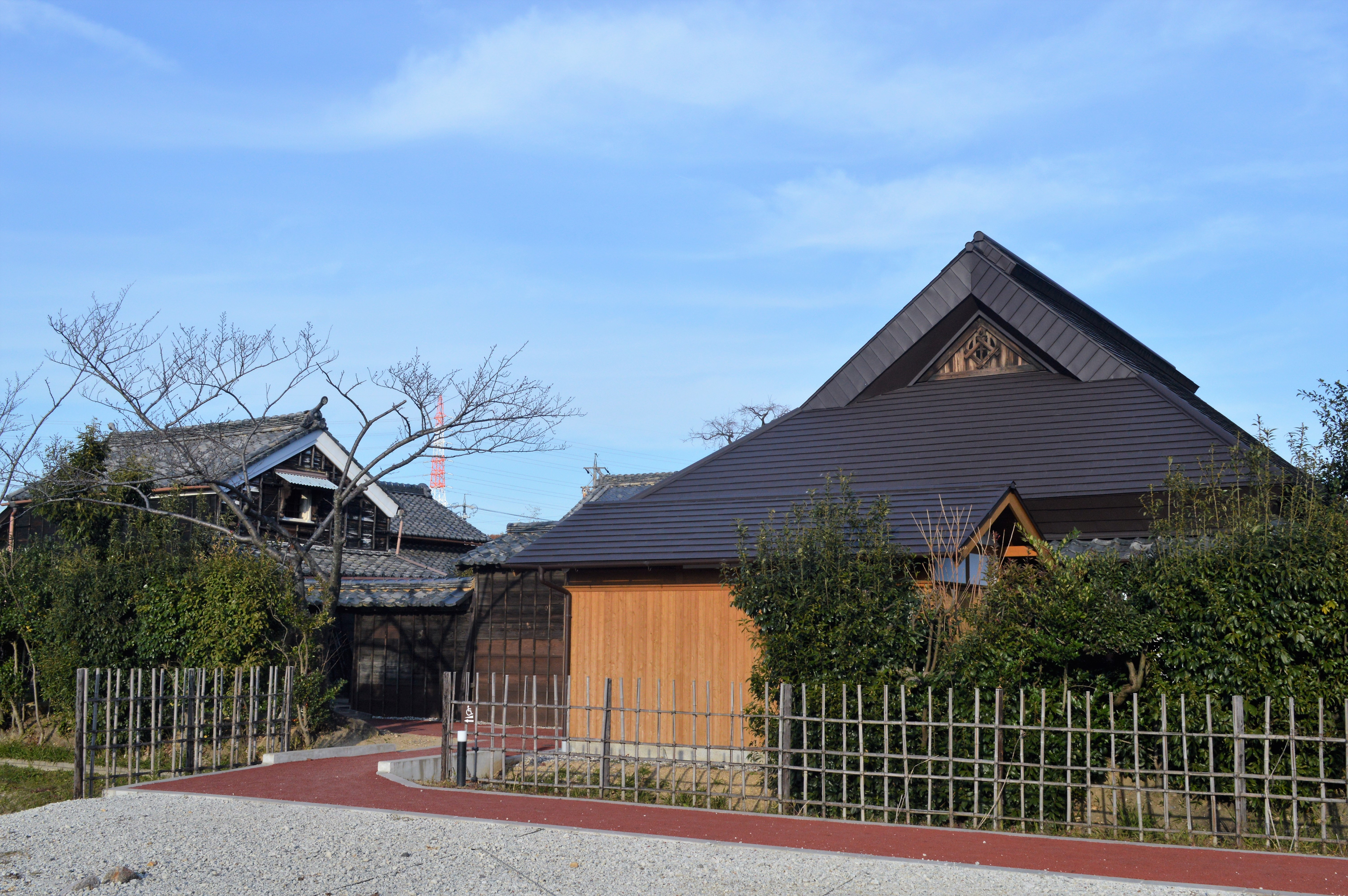
駐車場から見た主屋（右）と別棟
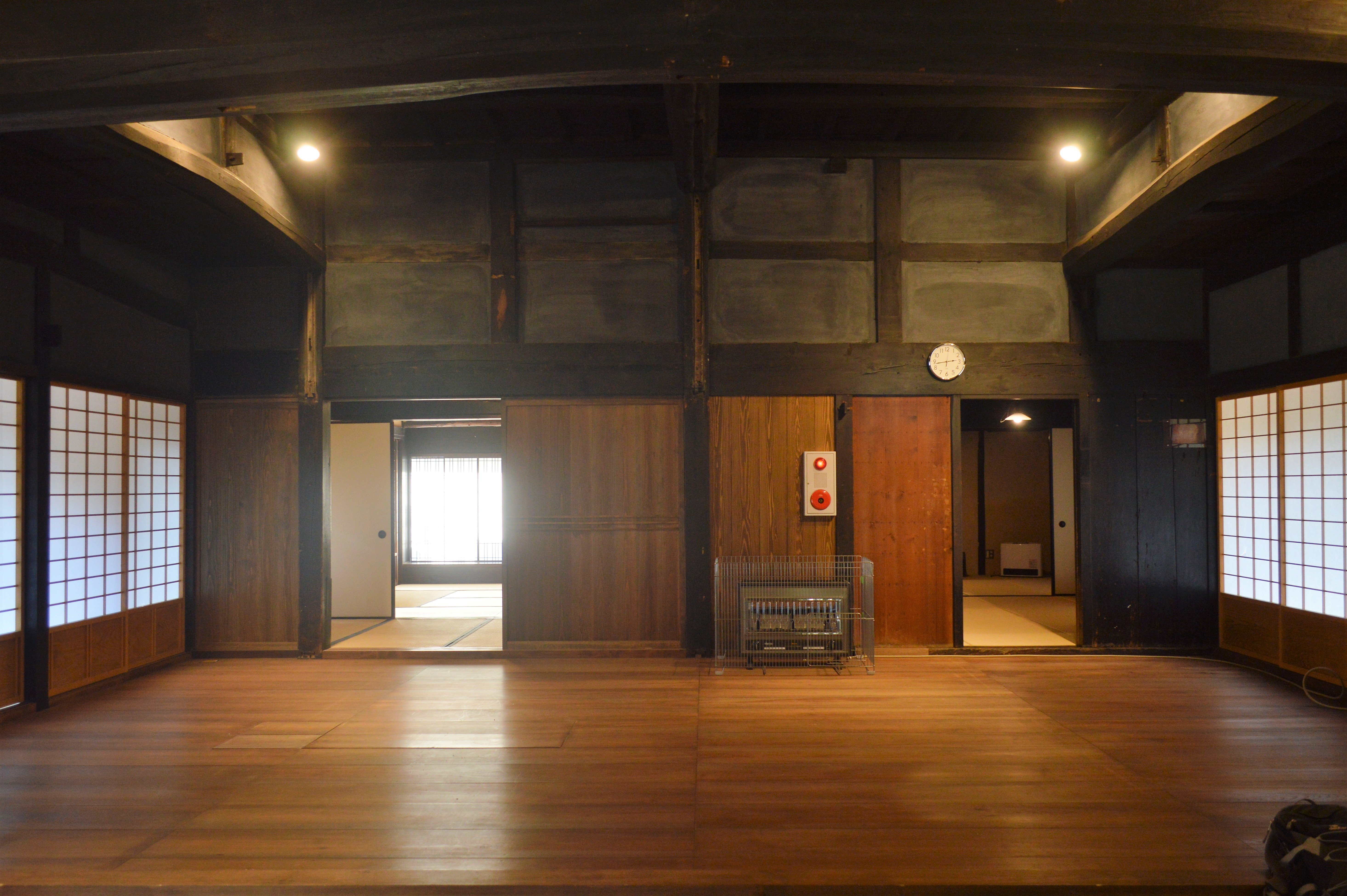
板の間
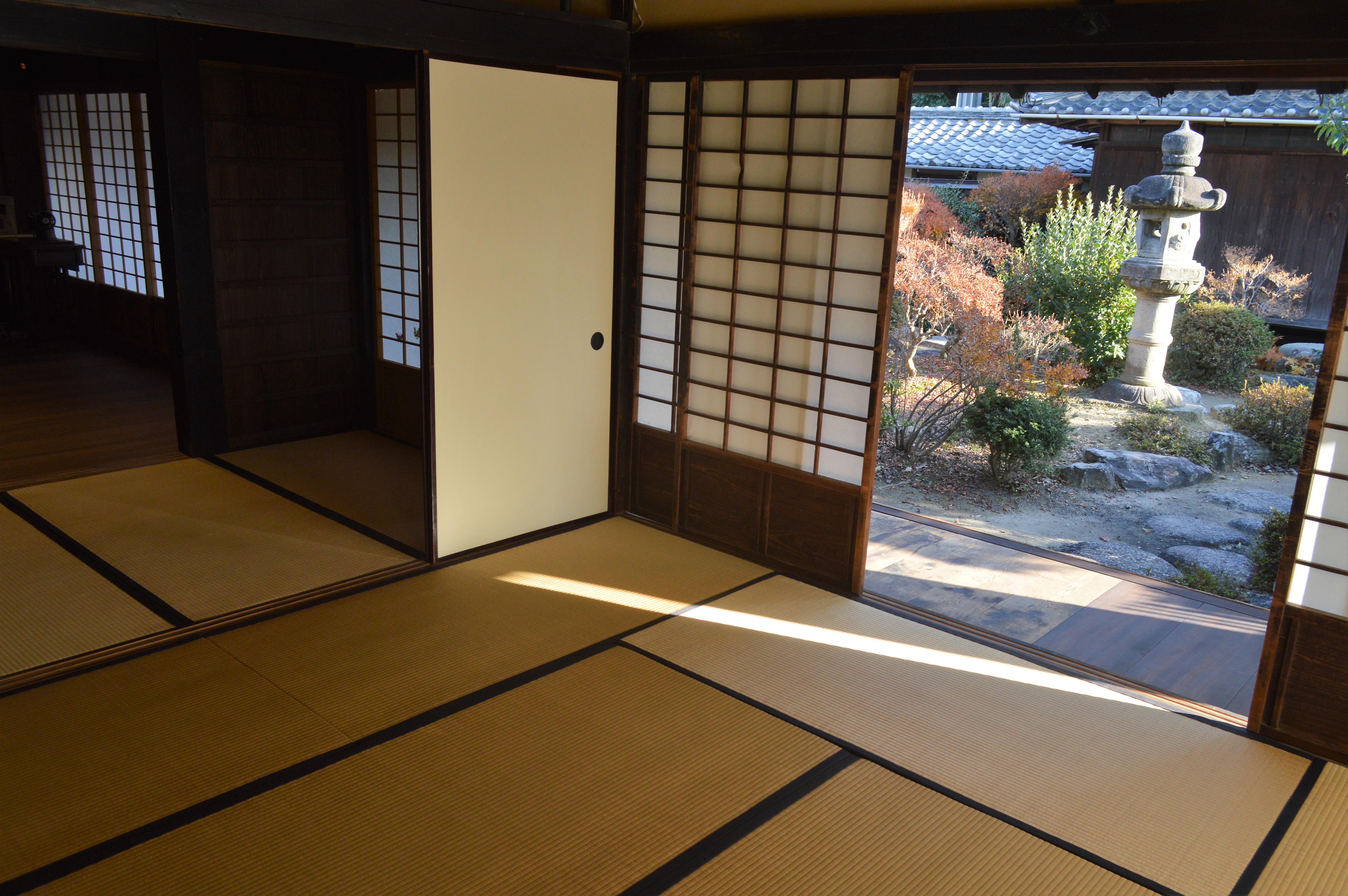
座敷（手前）と中の間（左奥）
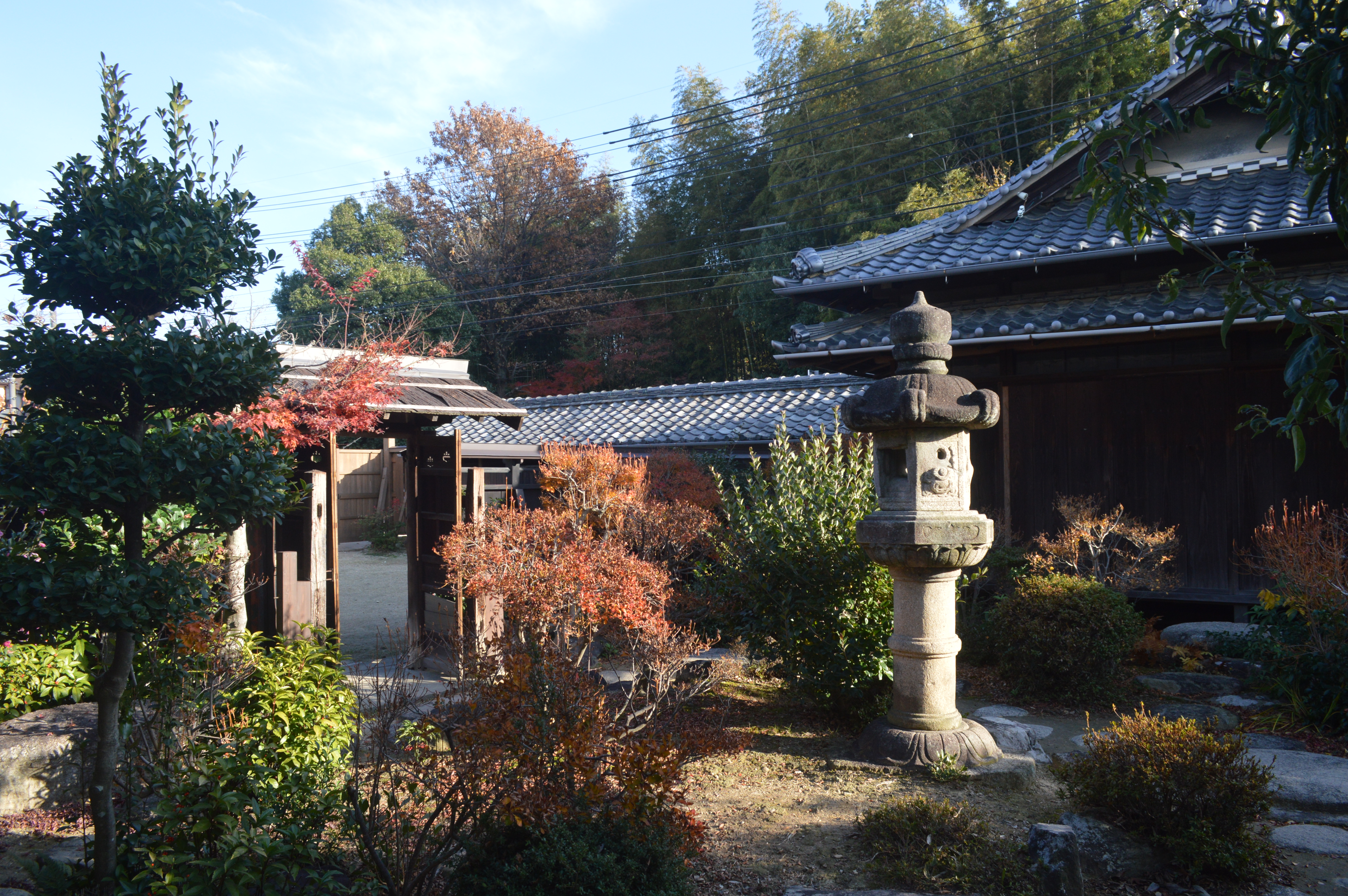
庭園

## 利用案内
- 開館時間 : 9時から16時
- 開館日 : 毎週木曜・金曜・土曜・日曜（祝日も開館）
- 入場料 : 無料
- アクセス : 名鉄バス日進中央線「野方」下車後徒歩1分